# Геологическое
Геоло́гическое (каз. Геологическое) — село в Бухар-Жырауском районе Карагандинской области Казахстана, входит в состав Каражарского сельского округа. 

## География
Населённый пункт расположен на западе района, на правом берегу реки Шерубайнура, в 2,1 километрах (по автодороге) к югу от административного центра сельского округа села Каражар, в 124 километрах к юго-западу от районного центра посёлка Ботакара и в 46 километрах к западу от областного центра города Караганда. Соседние населённые пункты: Каражар в 2,1  километрах к северу, Шахан в 5,2 километрах к югу. Транспортное сообщение осуществляется автомобильной дорогой областного значения КМ-3 «Новодолинка—Шахан—Жанаталап км 0-34». Высота центра населённого пункта — 467 метров над уровнем моря. 

## Население
| Численность населения | Численность населения | Численность населения | Численность населения |
| 1989                  | 1999                  | 2009                  | 2021                  |
| --------------------- | --------------------- | --------------------- | --------------------- |
| 546                   | ↘488                  | ↘341                  | ↘180                  |

национальный состав
Процентное соотношение численно-преобладающих национальностей села согласно переписи населения 1989 года:
| Национальность | Процентное соотношение |
| -------------- | ---------------------- |
| русские        | 51 %                   |
| казахи         | 22 %                   |
| другие         | 27 %                   |